# キエタ
キエタ(Kieta)は、パプアニューギニア東端のブーゲンビル州の町。

## 概要
ブーゲンビル島の南東の海岸アラワ湾に位置し、アラワがすぐ近くにある。オーストラリアの船積みのための波止場の立ち寄り先となっており、金のコプラ、ココアなど出荷。ブーゲンビル島の分離独立を求めるブーゲンビル革命軍（BRA）がキエタとアラワで1988年反乱を起こしてから、和平が実現した2001年までの間に、キエタの町は無法状態だった。
1942年1月23日か2月18日に日本軍のブーゲンビル島、最初の着陸地であり、日本軍の残骸が現在でもキエタの郊外のジャングルに幾つか残っている。日本軍がかつて使用していた着陸陸場は戦後、ブーゲンビル島の主要な空港の1つとして使用された（90年代ブーゲンビル紛争の危機以来、空港は閉鎖されている）。
キエタ記念公園（Kieta Memorial Park）がある。この記念公園は共同墓地ともなっており、この島で亡くなった日本兵の墓などがある。